# Storck Bicycle

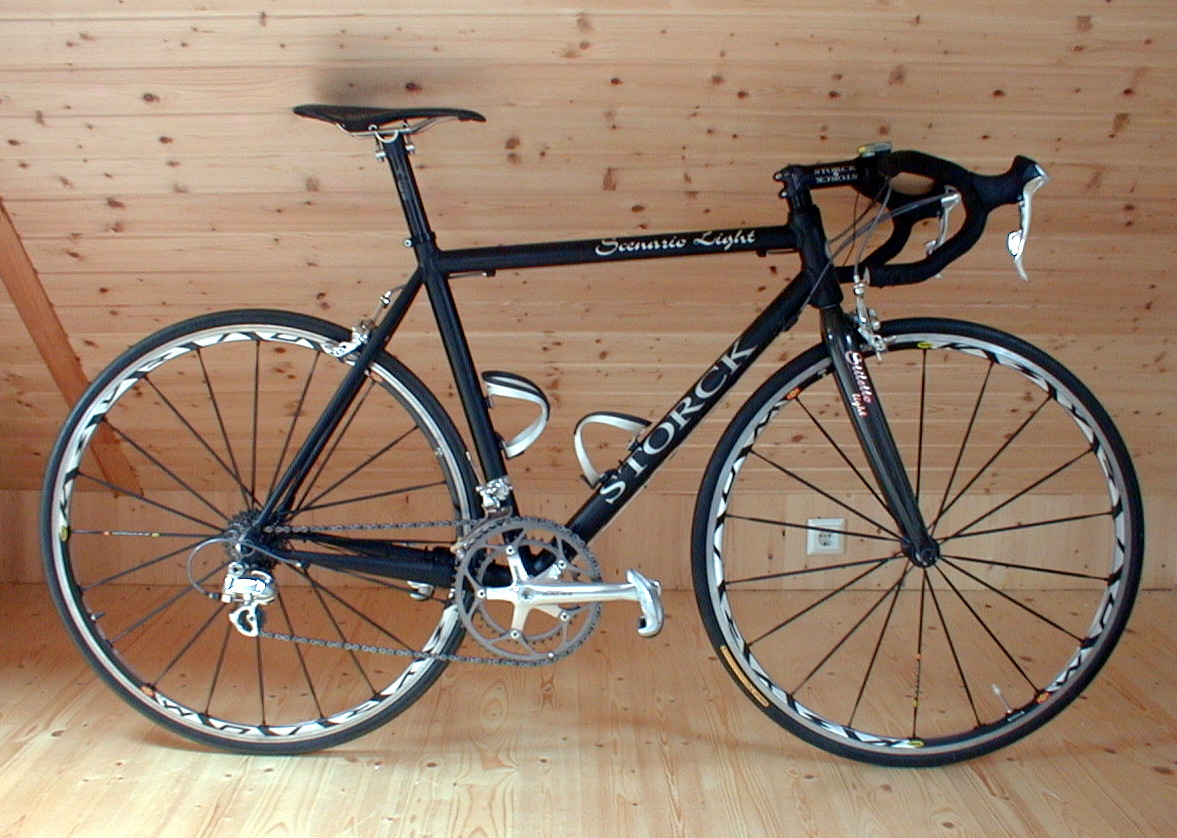
Ein Storck Scenario Light aus dem Jahr 2004

Die Storck Bicycle GmbH ist ein deutscher Fahrradhersteller, der sich auf den Rahmenleichtbau spezialisiert hat.

## Geschichte
Die Firmenhistorie begann mit der 1988 in Bad Camberg im Landkreis Limburg-Weilburg von Markus Storck gegründeten Storck Bike-tech GmbH. Drei Jahre später erfolgte 1992 die Gründung von Storck Bike-tech Inc. in den USA.
Der neue Firmen- und Markenname „Storck Bicycle“ wurde ab 1995 eingeführt und soll den Schritt vom bis dahin noch komponentenorientierten Unternehmen hin zum Fahrradhersteller unterstreichen. 1996 stellte sich für das noch junge Unternehmen einer der größten sportlichen Erfolge ein. Der Niederländer Bart Brentjens gewann auf einem umgebauten Storck Rebel Mountainbike die Goldmedaille beim ersten Cross-Country-Mountainbikerennen der Olympischen Spiele.
Ab 1998 wurden dann erstmals komplett aufgebaute Storck-Fahrräder vermarktet. Die Entwicklung im Bereich des extensiven Leichtbaus wurde weiter vorangetrieben. 2001 stellte Storck Bicycle den extrem leichten Rennradrahmen Scenario Light mit 1200 g vor und auf der Eurobike 2004 wurde ein 4200 g schweres Rennrad, sowie ein 6200 g schweres Mountainbike präsentiert.
Den bisherigen Höhepunkt im Rahmenleichtbau markierte für Storck Bicycle der 2007 entwickelte und mit einem Gewicht von 1095 g bis dahin weltweit leichteste Carbonrahmen. Die Entwicklung der Carbonrahmen erfolgt in Deutschland, der Fertigungsprozess findet jedoch in China statt. 2007 wurden rund 5500 Leichtbaurahmen und 500 Fahrräder gefertigt.
Seit 2009 befindet sich die Firmenzentrale von Storck Bicycle in Idstein.

## Produktion
Der taiwanesische Rahmenbauer Carbotec fertigt als Erstausrüster die Rahmensets von Storck.

## Auszeichnungen
Die Firma wurde 2004 zweimal mit dem iF Design Award ausgezeichnet.

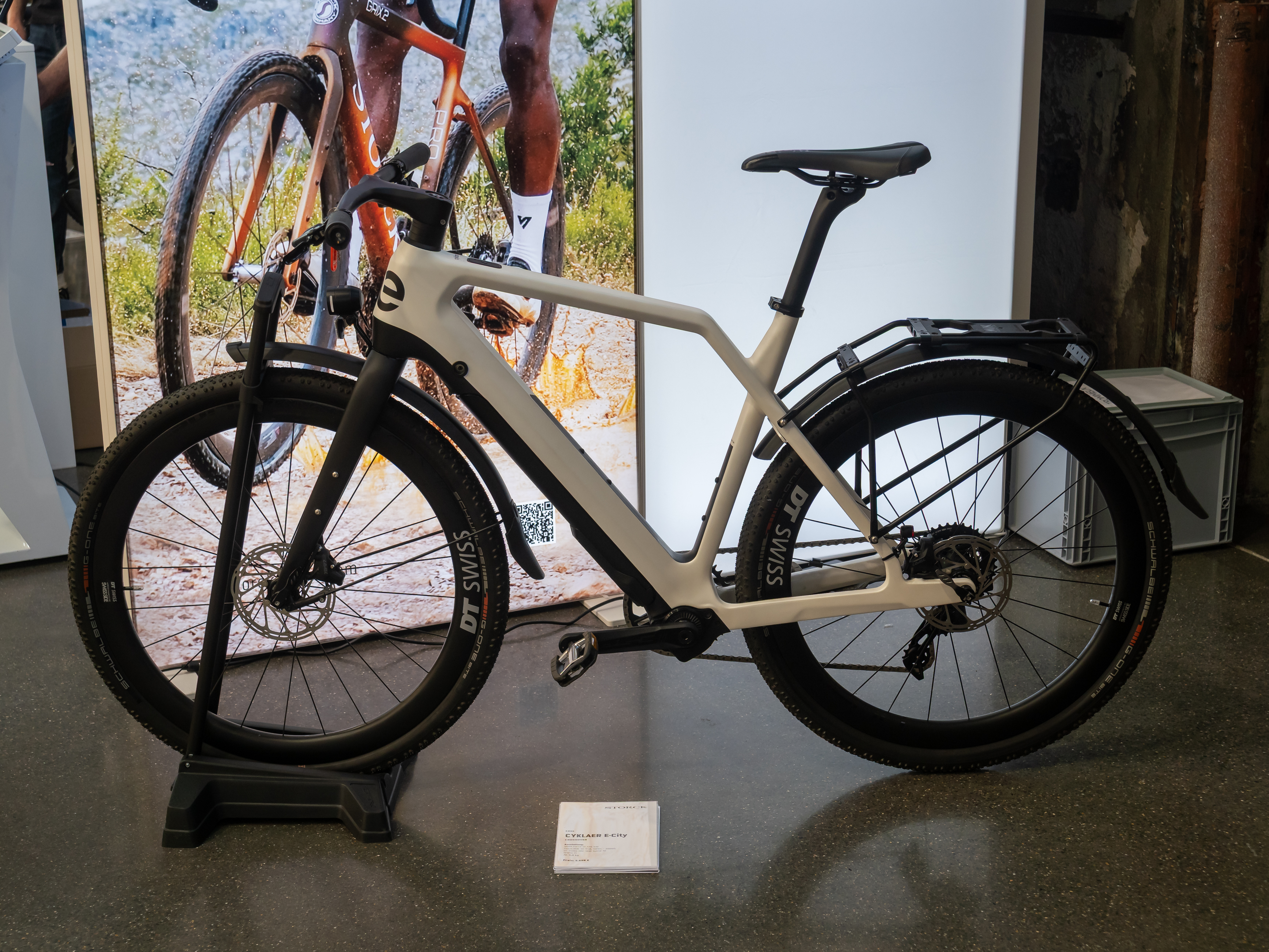
Pedelec Cyklaer E-City

Im Oktober 2013 wurde das Storck-Modell Aernario G1 vom Rat für Formgebung mit dem German Design Award 2014 ausgezeichnet, nachdem die Modelle des Unternehmens in den Jahren zuvor bereits zehnmal nominiert worden waren.

## Produkte
- Mountainbikes
- Rennräder
- Crossräder